# Тувайк
Тува́йк (Джебель-Тувайк, араб. جبل طويق‎) — горная гряда (плато) в центральной части Аравийского полуострова, в Саудовской Аравии, в Неджде. Имеет форму куэстовой дуги, выпуклой к востоку. Длина около 1000 километров. Проходит от юго-восточной границы округа Эль-Касим по столичному округу Эр-Рияд до пустыни Руб-эль-Хали близ вади Эд-Давасир. Высота до 1143 метров (относительные превышения над прилегающими равнинами 300—500 м). Сложена главным образом верхнеюрскими известняками, развит карст. Прорезана долинами временных водотоков (вади), с разреженной травянистой и кустарниковой растительностью; редкие оазисы. К востоку от гряды проходит пониженная полоса абсолютной высотой 400—550 метров, в которой находится сухое русло Ханифа и оазис со столицей Эр-Рияд. Далее к востоку находится сложенная меловым известняком куэста (плато) Арма. Гряду пересекает автострада 40, соединяющая Эр-Рияд с Меккой.